# Estêvão, o Alto
Estêvão Lazarević (em sérvio: Стефан Лазаревић) cognominado o Alto (Стеван Високи; Kruševac, c. 1377 — Glava, 19 de  julho de 1427) governou a Sérvia entre 1389 e 1427, assumindo dois títulos: entre 1389 e 1402, foi Knyaz (Príncipe) e Déspota, entre 1402 e a sua morte. Estêvão era considerado um dos melhores cavaleiros e líderes militares da sua época, e, devido aos seus trabalhos literários, também um dos melhores escritores sérvios da Idade Média.

## Família e primeiros anos de governo
Estêvão era filho do knyaz Lázaro da Sérvia (кнез Лазар Хребељановић) e da sua esposa Milica da Sérvia (Милица Хребељановић), sendo desta forma descendente, por ambos os lados, da grande família Nemanjić: a mãe pertencia a uma linha colateral desta dinastia, e o pai era filho de Vratko Nemanjić, descente direto de Vucano Nemanjić, filho primogénito de Estêvão Nemânia, o fundador da dinastia. Estêvão teve sete irmãos:
- Dobrovoj, morreu jovem;
- Vuk Lazarević (?-1410), com quem Estêvão teve alguns desentendimentos;
- Mara Lazarević (?-1426), casou em 1371 com Vuk Branković;
- Helena Lazarević (?-1443), casou primeiramente em 1386 com Jorge II Balšić de Zeta (1385–abril de 1403), e em 1411 com Sandalj Hranić (1370 - 15 de março de 1435);
- Dragana Lazarević (?-depois de 1395), casou em 1386 com o Czar João Sismanes da Bulgária;
- Teodora Lazarević (rebatizada Helena) (?-antes de 1405), casou em 1387 com Nicolau Garay (1367-1433);
- Mileva Olivéria Lazarević (1372-1444), casou em 1390 com o sultão otomano Bajazeto I.

Após a morte do seu pai na Batalha do Kosovo, em 1389, tornou-se governante da Sérvia Morávia, sob a regência da sua mãe, Milica, até atingir a maioridade, em 1393. O seu reinado e s trabalhos literários pessoais são por vezes associados à chegada do Renascimento à Sérvia. Introduziu torneios de cavaleiros, táticas modernas de guerra e armas de fogo.

## Política externa
Sendo um vassalo do Império Otomano, Estêvão lutou ao lado dos turcos nas Batalhas de Rovine, Nicópolis e Ancara. Após esta última, Estêvão recebeu do Império Bizantino, em Constantinopla, o título de déspota em 1402. Entre 1403 e 1404 prestou vassalagem ao Rei húngaro Sigismundo recebendo em troca de fidelidade as terras de Mačva, Belgrado (que se tronou a capital do Despotado em 1405), Golubac e outros domínios, como Srebrenica, em 1411.
Após a derrota Otomana em Ancara, o Império entrou numa guerra civil, que também afetou algumas famílias da nobreza sérvia. Primeiramente, entre a Casa governante, os Lazarević e os Branković, e depois entre Estêvão e o irmão, Vuk Lazarević. Este período de querelas terminou em 1412, com a reconciliação entre Estêvão e o sobrinho Jorge. Com a morte de Balša III Balšić, ele herdou o Principado de Zeta e guerreou contra a República de Veneza pela posse de terras em Scutari.

## Política interna
Internamente, Estêvão quebrou a resistência dos nobres, e aproveitou os períodos de paz para reforçar a Sérvia em termos económicos, políticos, culturais e militares. A 29 de janeiro de 1412 publicou o "Código de minas" (Законик о рудницима), com uma secção separada sobre como gerir o Novo Brdo (a maior mina dos Balcãs daquela época). Este código implementou o desenvolvimento do minério, que acabou por se tornar no ponto mais forte da economia sérvia. À sua morte, a Sérvia era um dos maiores produtores de prata na Europa. Como não teve descendência, numa assembleia em Srebrnica, em 1426, Estêvão proclamou o seu sobrinho Jorge como seu herdeiro.
Estêvão foi um grande patrono das artes e da cultura, providenciando apoio a intelectuais sérvios e refugiados de países vizinhos conquistados pelos turcos. Desenvolveu um estilo arquitetónico muito próprio da Sérvia, a Escola Morava (ou Estilo Morava). O próprio Estêvão era um escritor, sendo o seu trabalho mais importante O Discurso do Amor, caracterizado por traços renascentistas. Para além do déspota, outros intelectuais como  Constantino o Filósofo e Gregório Tsamblak. Fundou também a Escola de Resava.

## Casamento e descendência
Estêvão casou, em setembro de 1405, com Helena Gattilusio, filha de Francisco II Gattilusio, senhor genovês de Lesbos, e Valentina Doria, sendo assim irmã de Irene Gattilusio, Imperatriz de Bizâncio, e esposa do Imperador João VII Paleólogo. Este casamento foi planeado durante a sua estadia em Constantinopla in 1402, no tempo em que João governava em nome do tio, Manuel II Paleólogo. Helena e Estêvão não tiveram qualquer descendência e Helena não surge representada em nenhum fresco dos mosteiros construídos por Estêvão.

## Morte
Estêvão faleceu em Glava, a 29 de Julho de 1427. Não deixando herdeiros, foi sucedido pelo sobrinho, Jorge I Branković, tal como havia sido acordado um ano antes.